# Stopplaats Wenum
Stopplaats Wenum (telegrafische code: wen) was van 2 september 1887 tot 15 mei 1938 een stopplaats aan de Nederlandse spoorlijn Apeldoorn - Zwolle (de 'Baronnenlijn'). De stopplaats lag ten noorden van de stad Apeldoorn nabij de buurtschap Wenum tussen station Het Loo en station Vaassen. Bij het station was een statig stationsgebouw aanwezig dat rond 1950 gesloopt is.
De spoorlijn werd in 1887-1889 aangelegd, tot 1920 geëxploiteerd door de Koninglijke Nederlandsche Locaalspoorweg-Maatschappij (KNLS) en was daarna eigendom van de Hollandsche IJzeren Spoorweg-Maatschappij (HSM) die opging in de Nederlandse Spoorwegen. 
In 1916 werd de stopplaats Wenum uitgebreid met een tweede perron en een zijspoor naar het graanbedrijf Van Bree.